# Јован Вулетић
Јован Вулетић (Вршац, 1825. — Вршац, 9. април 1852.) био је српски сликар. 

## Биографија
Јован Вулетић је сликарство учио у Марастонијевој сликарској школи у Пешти. На основу његове молбе за помоћ при студирању из фебруара 1847. Матица српска му обезбеђује бесплатан смештај у Текелијануму, а потом помаже и његово школовање на ликовној Академији у Бечу, које започиње крајем 1847. и завршава 1850. Вулетић се може сматрати првим стипендистом Матице Српске. У знак захвалности за добијену помоћ, Вулетић 1848. поклања Матици српској „кредом нарисан лик" Симе Милутиновића. Наредне године Матица српска од њега наручује копију портрета цара Франца Јозефа, који се налазио у бечком дворцу Белведере, а за тај посао га награђује сумом од 100 сребрних форинти.
Од његових потписаних дела сачуван је само портрет шишатовачког архимандрита Прокопија Ивачковића (1851) и један цртеж из 1850. који се налази у Народном музеју у Београду. Приписује му се и уље на платну, портрет Богобоја Атанацковића (око 1850), његовог бечког пријатеља, који се данас чува у Галерији Матице српске.